# Jūkendō

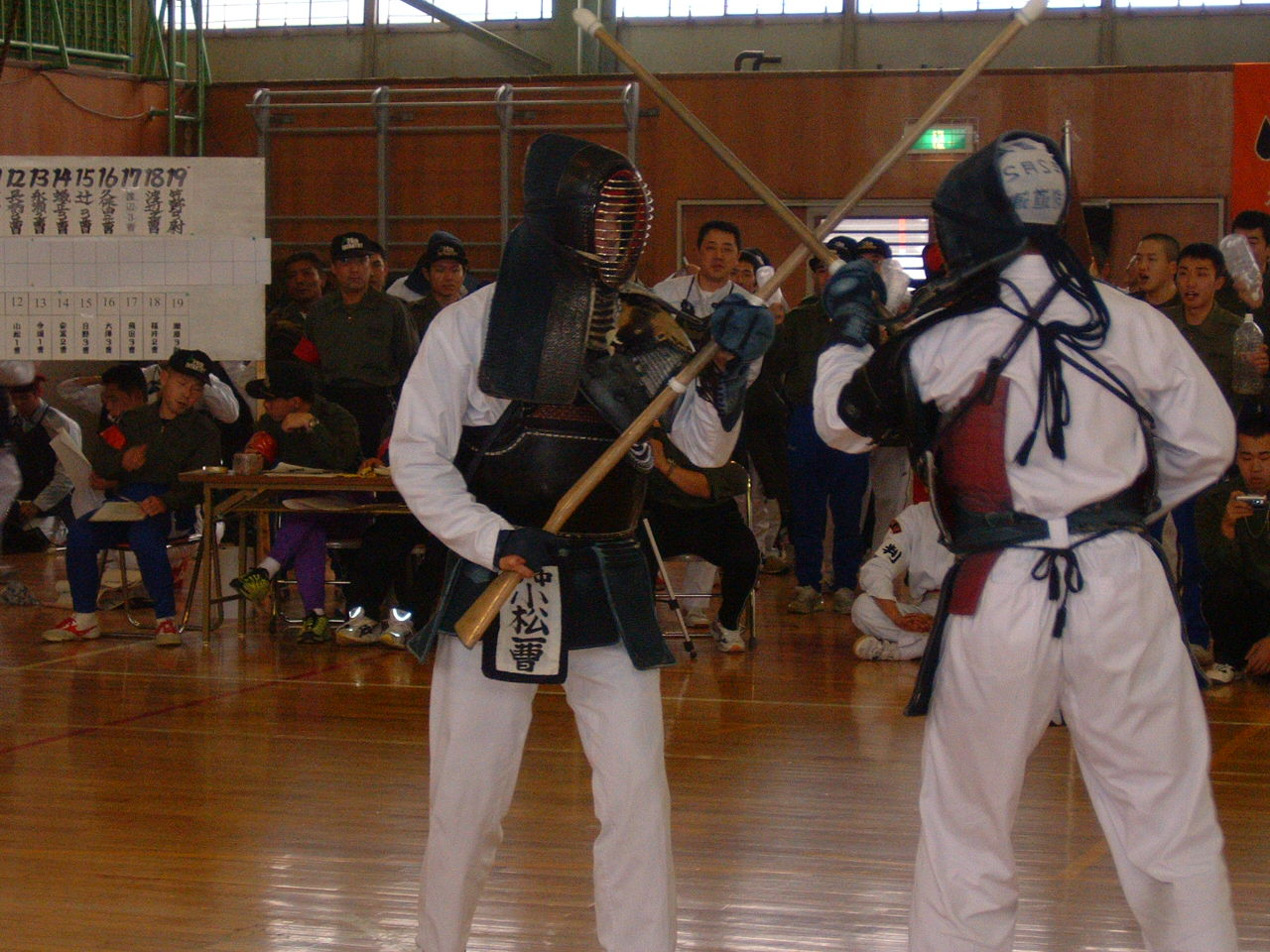
Jūkendō

Jūkendō (銃剣道) ou Jukendo é uma arte marcial japonesa que utiliza a baioneta como arma primaz. A modalidade surgiu como evolução da vetusta arte do jukenjutsu. Durante a Restauração Meiji, quando foram incorporadas definitivamente armas de fogo nas forças militares nipônicas, foram desenvolvidas técnicas de combate com baioneta, como já sucedia no Ocidente, mas, apesar da inspiração estrangeira, as técnicas basearam-se mormente no combate com lança (sojutsu). Exportou golpes que foram adaptados em algumas escolas de gendai budo.